# 毛利氏の伊予出兵
毛利氏の伊予出兵（もうりしのいよしゅっぺい）は、1567年（永禄10年）から翌年にかけて行われた、安芸国の戦国大名・毛利氏の伊予国への出兵である。

## 背景
当時の伊予国は河野氏が中心として治めていたが、その力は伊予国全体に及ぶわけではなかった。宇和郡の伊予西園寺氏、喜多郡の伊予宇都宮氏等の中小国人勢力が跋扈し、離合集散を繰り返す状況であった。永禄の頃は、河野氏と西園寺氏の西園寺公広が手を結び、それに対抗する形で、宇都宮氏当主・宇都宮豊綱は大洲城を居城とし、土佐国西部を支配する土佐一条氏の一条兼定が連携して、お互いに覇を競っていた。しかしこの勢力争いの構図の裏には、安芸国・備後国・周防国・長門国・石見国・出雲国を支配する大大名となっていた毛利氏と、豊後国を中心に豊前国・筑前国・筑後国・肥後国へ勢力を拡大させていた大友氏の対立が大きく絡んでいた。
当時の河野氏当主は河野通宣で最初は大友義鑑の娘を妻としていたが、後に毛利元就の娘婿であった宍戸隆家の娘を妻としており（元就から見れば孫娘）、毛利氏は河野氏と姻戚関係にあり、また瀬戸内海の支配権を巡って村上水軍とも協力関係にあった（なお、近年の説として宍戸隆家の娘は最初は小早川隆景の養女として村上水軍の長で河野氏の重臣でもあった村上通康に嫁ぎ、後述のように通康が没した後に河野通宣と再婚したとする説がある）。また、河野通宣は永禄5年（1563年）頃には中風に倒れて療養中で、以後の河野氏家中は来島通康や平岡房実ら重臣によって運営されていた。一方、大友氏は土佐一条氏とも姻戚関係にあり、土佐一条氏を大友氏が支えていた。また、豊後国と伊予国は海峡を隔てているものの、豊後水軍がその海域の支配権を握っており、輸送・通信が容易であった。

## 経過

### 土佐一条氏が南伊予へ侵入、宇都宮豊綱が呼応
1566年（永禄9年）、豊後国の大友氏は土佐一条氏と協力して、宇和郡の西園寺氏を攻撃した。これ以降、土佐一条氏の南伊予進攻が繰り返されることとなる。翌年の夏頃、喜多郡の宇都宮氏が河野氏に敵対する動きを見せ、郡内に不穏な空気が広がった。その宇都宮氏の騒乱を鎮圧すべく、河野氏家臣村上通康・平岡房実が出陣した。1567年（永禄10年）の3月頃には、宇都宮氏の諸城を攻略し、4日には大洲北方の上須戒城を奪取した。宇都宮氏の劣勢を知った一条兼定は軍勢を北上させ、宇都宮氏の支援を行った。
同年7月、一条軍は北上し、三間盆地を越えて宇和盆地の周辺にまで到達。河野軍は三間盆地に侵入し、小競り合いが起きた。（明間合戦）

### 河野通宣・村上通康、毛利氏に救援を依頼
9月21日、河野軍は土佐国から大洲へ向かう街道沿いの城2つを確保した。しかし、村上通康は、安芸国吉田郡山城の毛利氏に使者を送り、小早川軍の伊予出陣と支援を要請した。毛利元就は過去に村上通康の支援を受けたことを感謝し、「厳島の恩返し」と称して、支援を決定。小早川隆景はこの要請を受け、10月18日に一門であった梨子羽氏を大将として備後国衆200を派遣することを決定した。村上通康はもはや河野軍だけでは事態の収拾は不可能と考え、このような援軍の要請に至ったのである。しかし、その通康は陣中にて急病に倒れ、毛利が援軍を決定する前の10月2日（もしくは10月27日）に、帰還した道後で死去した。
村上通康の死去によって、毛利軍の伊予出兵は宙に浮いた形となったが、小早川隆景はこの戦を放棄せず、自身の戦いとして伊予へ出兵することに決定した。しかし、伊予の情勢にもっとも詳しい乃美宗勝が、大友氏との戦いに備えて九州へ出陣しており、すぐの帰還は難しい状況にあった。11月3日の書状で、小早川隆景は乃美宗勝に宛てて書状を出し、「伊予国での一条氏との戦いは我々の援軍がなければ立ち行かぬ」と述べている。また隆景は来島村上氏の一族・村上吉継とも緊密に連絡を取り、軍事行動を展開すべく相談を重ねた。村上吉継を案内役として、同年冬、伊予国へと出陣することとなった。

### 高島の戦い・鳥坂峠の戦い
1568年（永禄11年）の1月、土佐一条氏は、土佐・伊予国境の三間衆・両山衆らを引き込み、また対立していた西園寺氏にも圧力を掛け従属させた。その軍勢を加えて、鳥坂峠の東、伊予国高島（現・大洲市梅川地区、高島山）に進出。河野軍は土佐一条軍の拠点となっていた高島に攻撃を行ったものの撃退された。この頃には小早川隆景の指示によって、周防国上関の水軍衆、因島村上水軍も伊予国への展開を始めていた。それと同時期に九州より、もっとも伊予の事情通である乃美宗勝が隆景に合流し、一条軍との対決を模索していた。
一方、土佐一条氏と対陣していた河野軍は、村上通康が死去したため、村上吉継が主力となって鳥坂峠に陣城（鳥坂城）を築いた。進行路を塞がれた形となった一条軍は2月4日に鳥坂城を攻撃、激戦が繰り広げられた。鳥坂城は落城の危機を迎えたものの、後詰として参陣した村上吉継の奮戦もあり、土佐一条軍を大いに討ち破った。しかし最終決着はつかず、鳥坂峠と高島を挟んでの、にらみ合いが続いた。

### 小早川隆景の伊予上陸
そして2月中旬に毛利元就と小早川隆景が詳細について検討した。結果、小早川隆景の伊予国上陸が決定し、隆景の本拠地新高山城は慌しい雰囲気に包まれた。隆景は3月1日の渡海を計画していたものの、吉田郡山の宍戸隆家、福原貞俊らの到着が遅れたため、最終的に3月中旬から下旬に毛利氏の軍勢が伊予国へ渡海している。また、それに先んじて小早川隆景が伊予国へ上陸。また、攻撃を受けている宇都宮氏側の大洲城・八幡山城救援のため、一条兼定も配下の土佐国人衆を率いて高島に進出。それに対して小早川軍は鳥坂城付近の防備を固め、一条軍の進出を防いだ。しかし、小早川隆景本人は、宇都宮軍・一条軍の動向を見定めるため、鳥坂峠への着陣を延期せざるをえなくなっていた。
毛利の援軍が続々と伊予国へ上陸するに及び、膠着状態にあった戦況は一気に動き出す。宇都宮氏の居城であった大洲周辺にも毛利軍が進出し、一条・宇都宮連合軍との戦闘に及んだ。一条・宇都宮連合軍は善戦したものの敗北を喫し、毛利軍は周辺地域を着々と制圧していった。
大洲城については、この時に落城したと思われるが、その詳細は定かではない。

### 村上吉継・乃美宗勝による伊予国平定

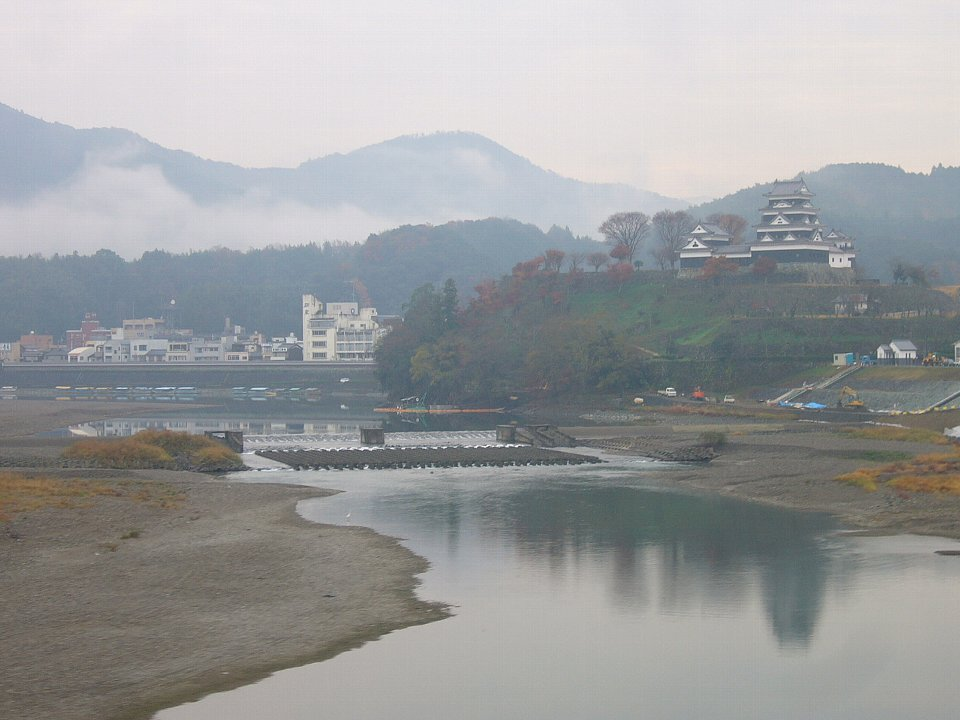
宇都宮豊綱居城・大洲城
（藤堂高虎によって近世城郭へと変貌を遂げた）

同年4月頃には、大友氏が北九州へ進軍を開始、小早川隆景・乃美宗勝らは、そちらの対応にも追われることとなる。そのため、隆景ら毛利軍主力は土佐一条氏との最終決着がつかぬまま、乃美宗勝の弟の浦元信らを残して、安芸国に引き上げるに至った。そして隆景は6月頃に大友氏との戦いのため、北九州へと進出している。
その後も土佐一条氏は軍勢を伊予国に出兵させたままで、毛利氏との対峙を続けていた。宇都宮豊綱も、また大洲城に籠城して、河野氏と敵対していた。このような状況の中、8月に村上吉継が下須戒城を落とすなど、徐々に戦況は毛利・河野側に有利に動き始めたようで、土佐一条氏に従属していた長宗我部元親は村上吉継に戦勝祝いの書状を送っている。
同年11月、乃美宗勝は兵を集めて再度伊予国へと出兵して、宇都宮討伐に乗り出した。その結果、宇都宮豊綱は降伏して大洲城は開城となり、豊綱は毛利氏の捕虜となった。

## 毛利氏の伊予出兵の意義
この毛利氏の伊予出兵は、先述のように土佐一条氏と河野氏の争いに毛利氏が加担したというだけではなく、大友氏と毛利氏の争いでもあった。大友氏は九州への侵攻を企図していた毛利氏の軍勢を多少なりとも伊予国に釘付けにし、支配定まらぬ北九州への侵攻を遅らせようとしたことも、大きな要因のひとつであった。
毛利氏は九州と四国の二方面作戦を余儀なくされるが、小早川氏にとっては伊予国に勢力を拡大する絶好の機会であり、また来島村上水軍をはじめとする伊予国の海賊衆をその支配下に置いたことは大きな成果であった。
河野氏は伊予国内で独立して支配を確立することが不可能となり、毛利氏・小早川氏に従属して、その力を頼りに伊予国内の支配を続けられるのみの存在と成り果てた。河野通宣は村上通康の未亡人（宍戸隆家の娘で毛利元就の外孫にあたる）と再婚して永禄13年（1570年）頃に病没し、その後継者として村上通康の遺児が擁立されて河野氏最後の当主となる通直になったとする説がある。
この後、毛利氏、大友氏は北九州の覇権を争い、立花山城の戦い、門司城の戦い、多々良浜の戦い等で激戦を繰り広げ、その争いは毛利元就の死去頃まで続くこととなる。
土佐一条氏は、この毛利氏の伊予出兵において大きな被害を受け、国力を大きく落とした。また傘下であった長宗我部元親が独自の行動を開始し、自立の動きを見せる。長宗我部元親の勢力拡大の要因のひとつとして、この毛利氏の出兵における土佐一条氏の敗北が挙げられるのである。

## 参考資料
- 『愛媛県史資料編　古代・中世』
- 西尾和美「戦国末期における河野氏権力と来島通康」『戦国期の権力と婚姻』清文堂出版、2005年
- 『しまなみ水軍浪漫のみち文化財調査報告書 ―古文書編―』